# Мозен, Шарль Луи
Шарль Луи Мозен (фр. Charles Louis Mozin; 1806—1862) — французский художник и литограф.

## Биография
Родился 12 марта 1806 года в Париже в семье композитора Бенуа Мозена (1769—1857), брат композитора Теодора Мозена (1818—1850).
Шарль Мозен известен своими масштабными картинами морской и военной тематик.
Умер 7 ноября 1862 года в Трувиль-сюр-Мер.

## Работы

Некоторые работы
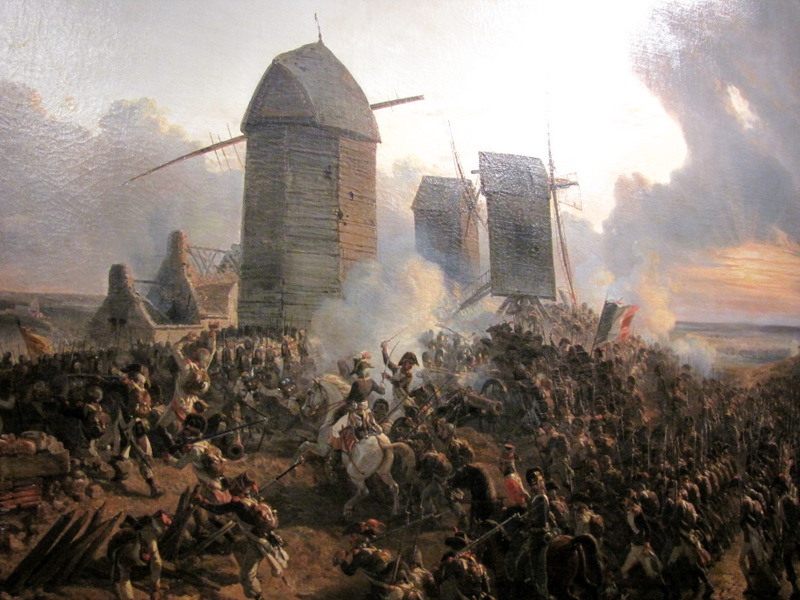
Битва при Мускроне (англ.) в ходе Войны первой коалиции в 1794 году. Версаль.
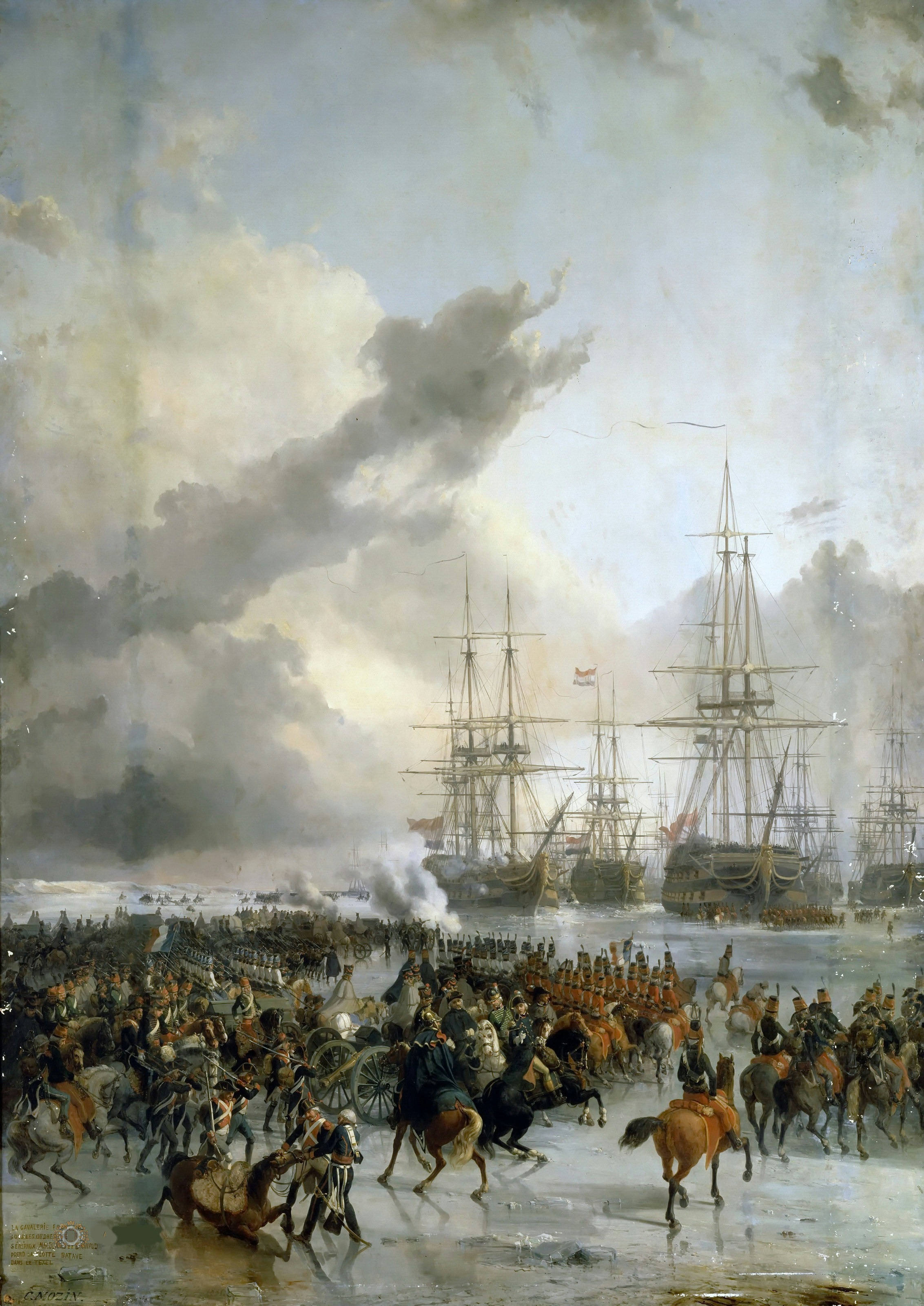
Захват голландского флота французской кавалерией в 1795 году. Версаль.
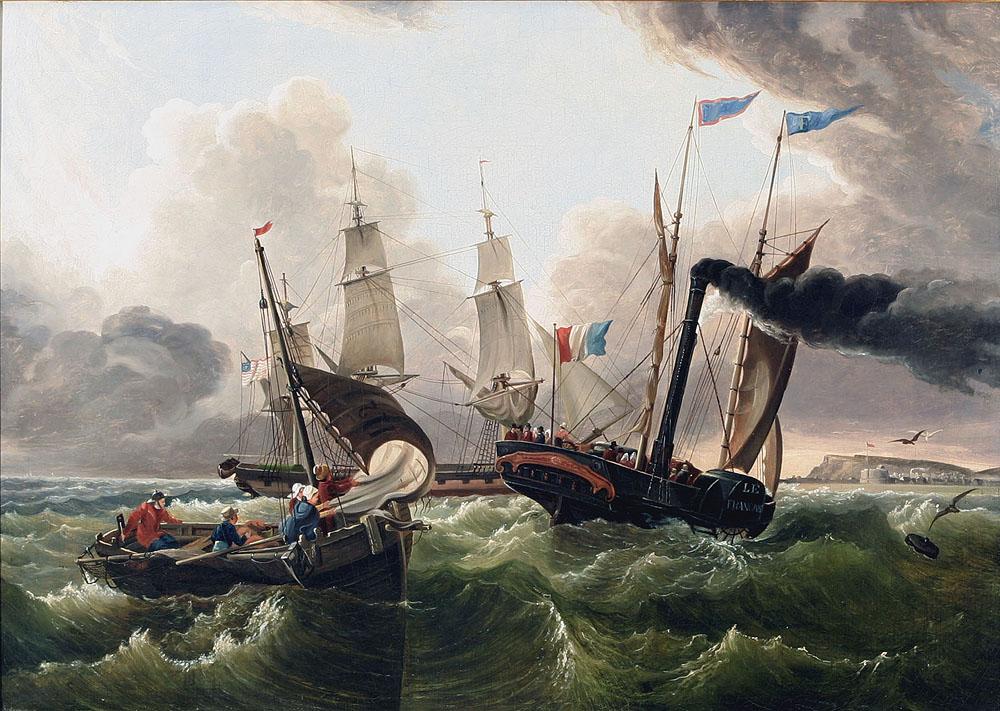
Один из первых французских пароходов (справа) и американский парусный пакетбот. Около 1835.
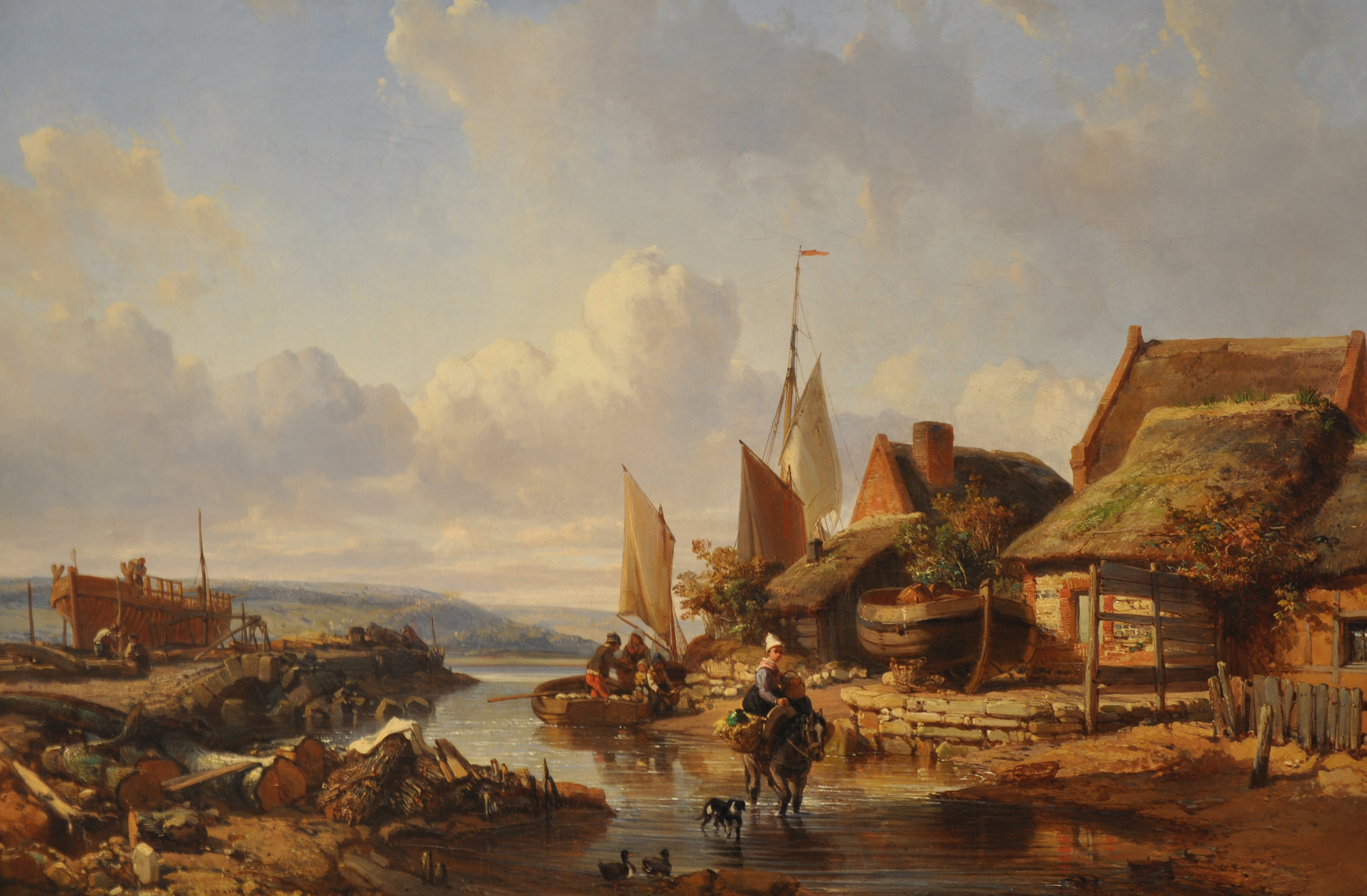
Сельский пейзаж. Городской музей Трувиль-сюр-Мер.
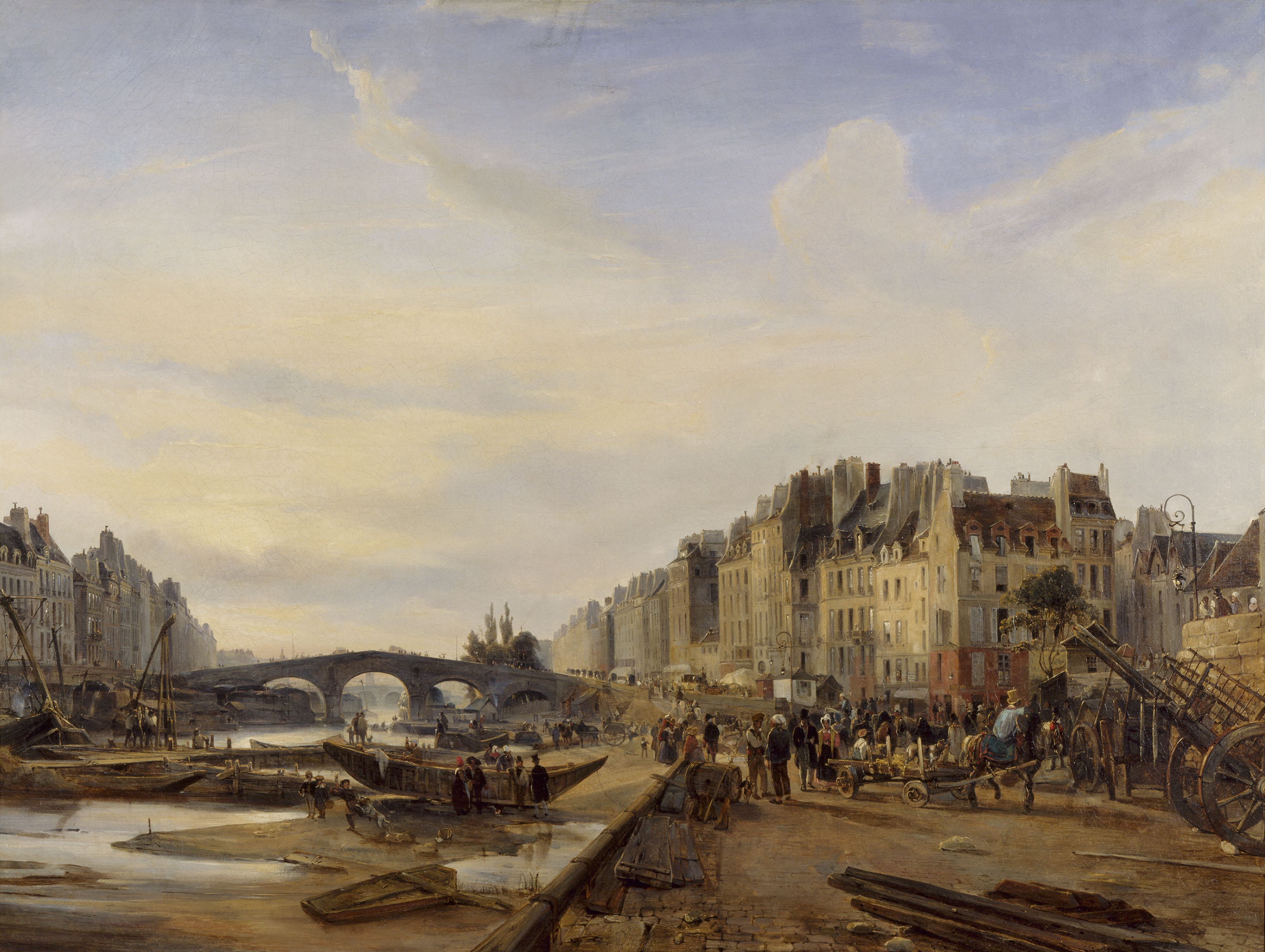
Вид Парижа, около 1827, музей Карнавале, Париж.
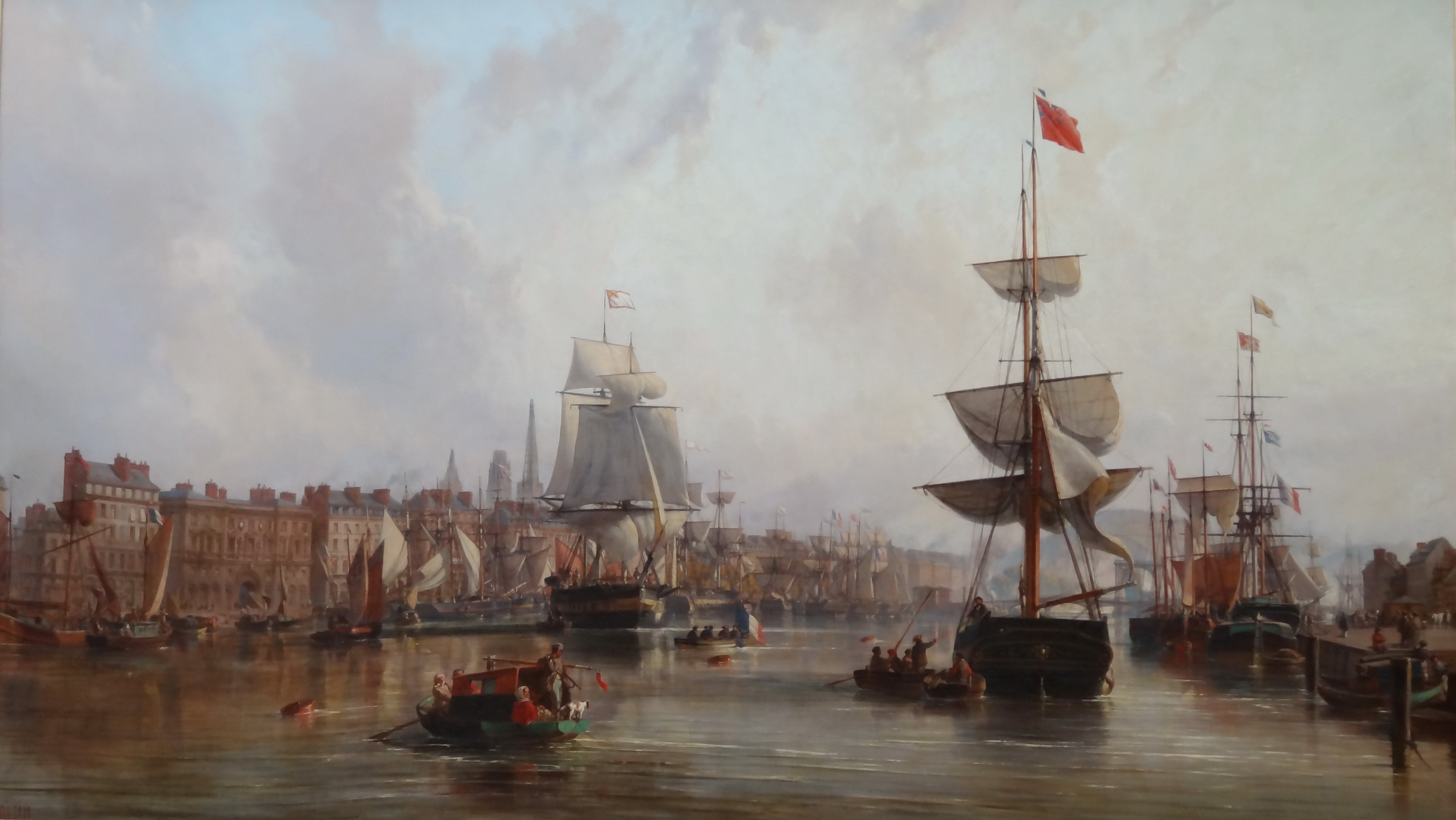
Общий вид на порт Руана, 1855, Музей изящных искусств (Руан).